# Patrician Brothers
Die Katholische Brüdergemeinschaft der Patrician Brothers wurde im Jahre 1808 durch Bischof Daniel Delany gegründet. Im Schuldienst tätig, unterhalten sie heute Provinzen in Irland (37 Brüder in 7 Häusern), USA (8 Brüder in 2 Häusern), Indien (81 Brüder in 10 Häusern), Australien und Papua-Neuguinea (8 Häuser mit 27 Brüdern), Kenia (26 Brüder in 5 Häusern).